# Nowe Skały Jaroszowickie
Nowe Skały Jaroszowickie – skały we wsi Jaroszowice w województwie małopolskim, w powiecie wadowickim, w gminie Wadowice. Pod względem geograficznym rejon ten znajduje się na Pogórzu Wielickim, u północnych podnóży Jaroszowickiej Góry.
Skały zbudowane są z piaskowca. Dostać się do nich można z Kleczy Dolnej wąską, asfaltową drogą odbiegającą od drogi krajowej 52 tuż przy Klasztorze Pallotynów na Kopcu w Kleczy Dolnej. Skały znajdują się w lesie, około 500 m na południe od końca tej drogi. Zostały odkopane spod ziemi przez wspinaczy skałkowych, którzy uprawiają na nich bouldering. Skały nie są wysokie, ale jest na nich duża ilość dróg wspinaczkowych o zróżnicowanych trudnościach od 4 do 7b w skali francuskiej.
Dziób
1. Rysa; 5
2. Prawy; 6a
3. Level; 6a+
4. Quick Level; 6b+
5. W krainie czarów; 6c+
6. Lewy; 6a
7. Hyc; 5+

Wafle
1. Wafelek; 4
2. Podwafel; 5+
3. Przewafel; 6b

Płetwa
1. Boczek; 5+
2. Kancik; 6c+
3. WTF prosty; 6b

Żubry
1. Zu; 6a
2. Ber; 6a+

Ta jest moja
1. Miś; 6b
2. Hibakusha; 7a+
3. Słowianin; 7a+
4. Krak bez rysy; 6a
5. Krak; 6c+
6. Czizas; 6a
7. Czizas dabyldyno; 6a+
8. Boczak; 6a
9. Super krak; 5+
10. Piler; 5
11. Pik na piler; 5+
12. Kamyk; 5+
13. Kombinacja; 7b

Trufla
1. Lewus; 5
2. Wajhadło; 6a
3. Permit; 7a
4. Wieszco;6c
5. Endwar; 6a+
6. Ondrej; 5+
7. Trufla; 5
8. Rampa; 5+
9. Lejek; 4
10. WW2; 6a[1].

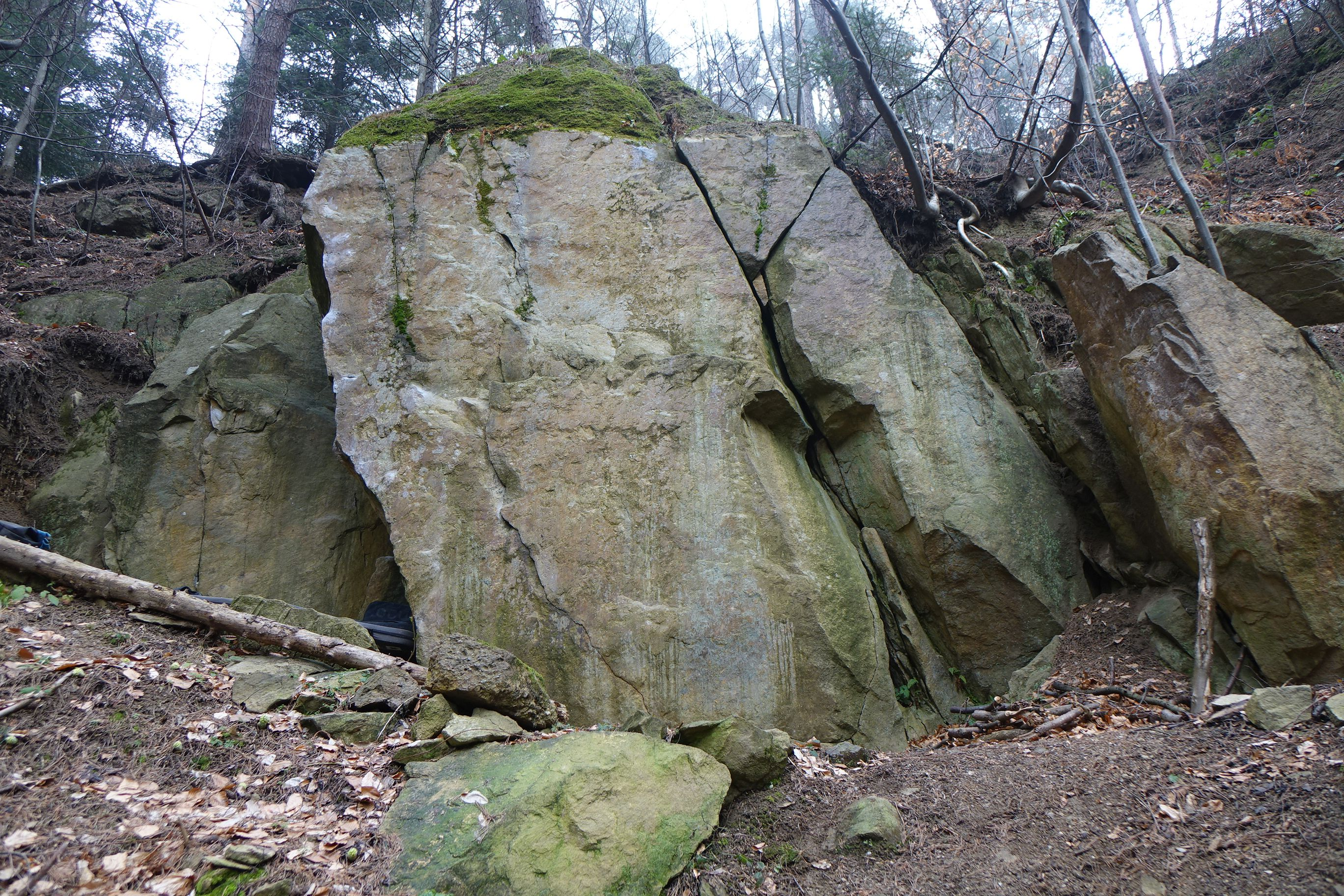
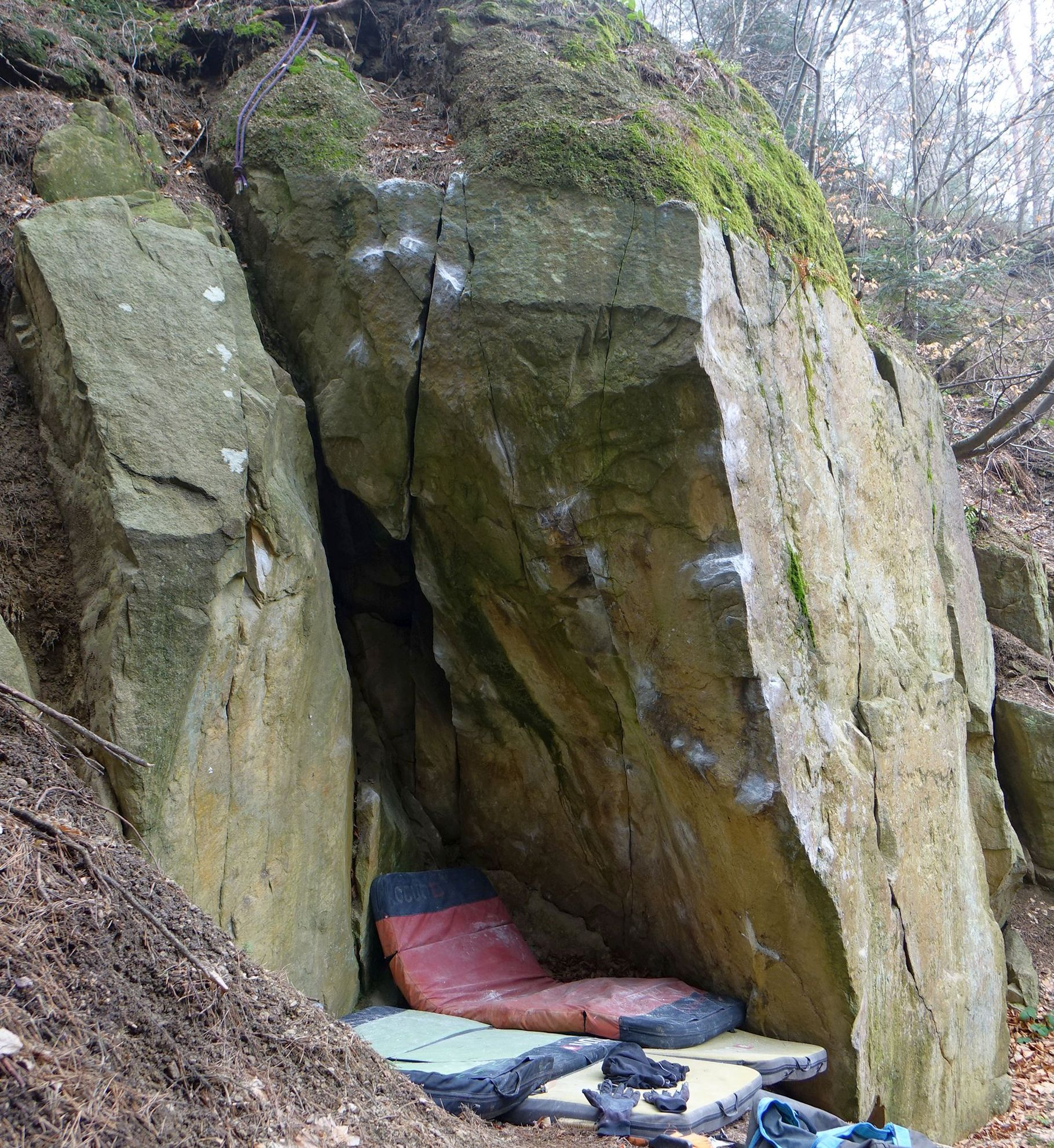
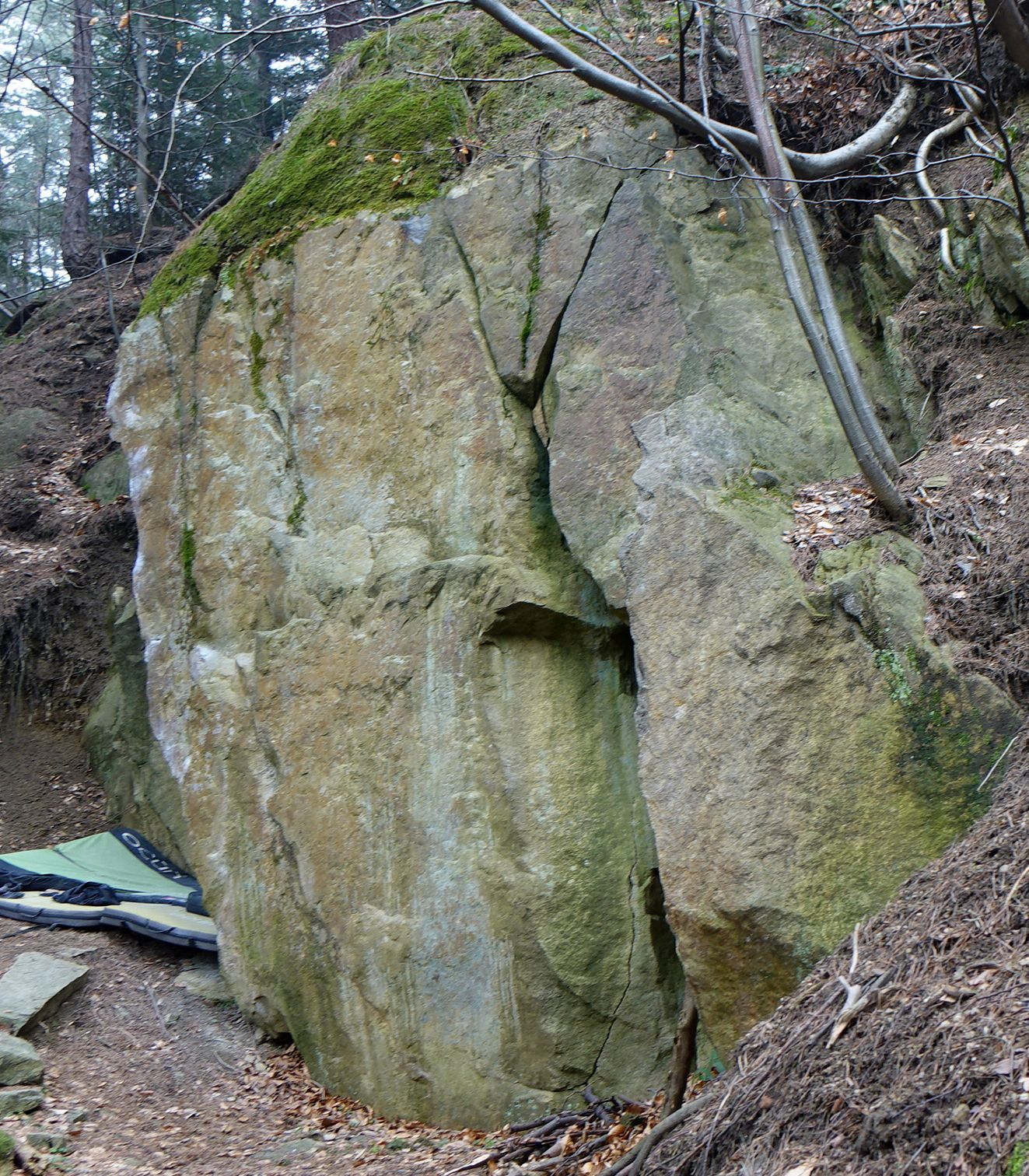

W Jaroszowicach nad rzeką Skawą znajduje się jeszcze druga grupa skał – Skały Jaroszowickie.